# حمض أسيتو الأسيتيك
حمض أسيتو الأسيتيك أو حامض أسيتو أستيك هو مركب عضوي صيغته الكيميائية C4H6O3 التي يمكن كتابتها على الشكل CH3COCH2COOH، ويوجد في الشروط القياسية على شكل سائل لزج عديم اللون.
يصنف المركب ضمن مشتقات الأحماض الكربوكسيلية، فهو أبسط أحماض كيتو، ويسمى ملحه أسيتو الأسيتات.

## التحضير
يمكن تحضير المركب من حلمهة (تحلل مائي) الإستر أسيتو أسيتات الإيثيل في وسط حمضي؛ ويحضر الأخير من أسيتات الإيثيل بوجود الصوديوم وفق تكاثف كلايزن:
كما يمكن أن تتم عملية التحضير عن طريق أكسدة حمض الزبدة (حمض البوتيريك) باستخدام فوق أكسيد الهيدروجين (الماء الأكسجيني):
في طريقة أخرى للتحضير، يحصل على المركب من تفاعل ثنائي الكيتين مع الكحولات.

## الخواص
يوجد حمض أسيتو الأسيتيك في الشروط القياسية على شكل سائل لزج عديم اللون. يخضع المركب إلى تصاوغ كيتو-إينول الصنوي، ويثبت الشكل الإينولي جزئياً بسبب الترافق وبسبب الرابطة الهيدروجينية داخل الجزيء. يعتمد انزياح التوازن الكيميائي على نوع المذيب المستخدم؛ حيث يسود شكل الكيتو في المذيبات القطبية، والشكل الإينولي في المذيبات اللاقطبية.
يتفكك حمض أسيتو الأسيتيك في تفاعل نزع كربوكسيل عند التعرض لدرجات حرارة مرتفعة (أعلى من 100 °س) وذلك إلى الأسيتون وثنائي أكسيد الكربون:
يتفاعل المركب مع الهالوجينات، مثل عنصري الكلور أو البروم ليعطي كلورو الأسيتون أو برومو الأسيتون على الترتيب:

## الاستخدامات
يستخدم حمض أسيتو الأسيتيك في تحضير صباغ أصفر الأريليد (Arylide yellow) وخضاب ثنائي الأريليد.
كما يستخدم المركب في الاصطناع العضوي لتحضير مشتقات أسيتو الأسيتات، كما هو الحال في المثال التالي، حيث يحصل على مشتق أسيتو الأسيتات لمركب 2-أمينو الإندان.